# 크레인 브린톤
크레인 브린톤 ( Clarence Crane Brinton, 1898년 - 1968년 9월 7일 )은 프랑스계의 미국 역사학자로 '사상의 역사가'이다.  그가 쓴 가장 유명한 저서는 《혁명의 해부》으로 혁명운동의 역동성을 열병이 전개하는 과정에 비유하였다.
코네티컷주 윈스테드에서 출생하였으며 그의 가족은 바로 매사추세츠주 스프링필드로 이사하여 공립학교를 다녔으며, 1915년에 하버드 대학교에 입학하였다.

## 보수주의자의 분류[1]
브린톤은 보수주의를 분류하는 데 다음과 같이 세가지로 분류하였다.

### 사전적인 의미의 보수주의자
사건 그 자체를 그대로 보는 사람

### 육적인(flesh) 보수주의자
변화하는 세대를 비판하며 과거를 이상화하는 사람

### 철학적인 보수주의자
정치에서 사람의 행동에 적용하는 데에 있어 일정하고 항시적으로 일반화를 연구하는 사람